# Akiko Kawase
Akiko Kawase (Tokyo, 13 luglio 1971) è una sincronetta giapponese.
In carriera ha partecipato ad un'edizione dei Giochi olimpici ad Atlanta 1996 e ad un'edizione dei Mondiali di nuoto a Roma 1994, vincendo entrambe le volte la medaglia di bronzo a squadre.

## Palmarès
- Giochi olimpici

Atlanta 1996: bronzo nella gara a squadre.
- Mondiali di nuoto

Roma 1994: bronzo nella gara a squadre.